# Clavicylinder

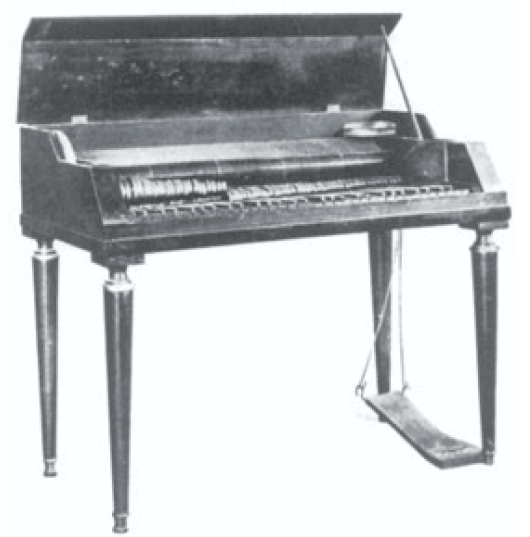
Clavicylinder

Clavicylinder, även Klavicylinder, är ett musikinstrument som skapades 1799 av Ernst Chladni och byggdes först 1811 av Louis Concone i Turin. Chladni förverkligade därmed sin önskan att kunna spela Euphon, som han uppfann 1790, med ett tangentbord i stället för att få glasstänger att vibrera direkt med fingrarna genom friktion.
Instrumentet består av en cylinder gjord av zink eller glas, som roteras av en fotdriven pedal. Med ett tangentbord flyttas stämda metallstänger eller stålbågar omslagna med linne mot cylindern på ett sådant sätt att de vibrerar som ett resultat av friktionen och producerar ljud. Glascylindern hölls konstant fuktig.
Det resulterande ljudet har liten musikalisk användning, varför dessa instrument sällan byggdes. Det fanns dock relativt många efterföljande instrument som var baserade på denna princip, såsom Melodion av Dietz (1806) eller Terpodion (1810).
Omfånget av toner sträckte sig från C till trestrukna E, i 1814 års version från lågt G till trestruket A.
En variant var Melodikon (cirka 1800). Ljudet producerades genom att trycka stämgafflar mot en roterande skiva. Det vidareutvecklades 1805-1810 av uppfinnaren Franz Leppich.